# Orchestre philharmonique de Buffalo
L’Orchestre philharmonique de Buffalo est un orchestre des États-Unis situé à Buffalo (New York). Sa salle de concert est le Kleinhans Music Hall, un National Historic Landmark.
Cameron Baird, Frederick Slee et Samuel Capen fondèrent l'orchestre en 1934.

## Directeurs musicaux
- Lajos Shuk (1935–1936)
- Franco Autori (1936–1945)
- William Steinberg (1945–1952)
- Izler Solomon (1952–1953, chef en résidence)
- Josef Krips (1954–1963)
- Lukas Foss (1963–1971)
- Michael Tilson Thomas (1971–1979)
- Julius Rudel (1979–1985)
- Semyon Bychkov (1985–1989)
- Maximiano Valdes (1989–1998)
- JoAnn Falletta (1999– )